# Pierre-Alexandre Wille

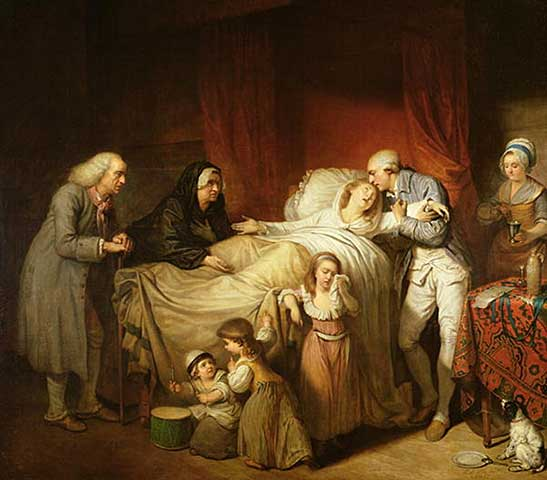
Die letzten Momente einer geliebten Frau

Pierre-Alexandre Wille (* 19. Juli 1748 in Paris; † nach 1821 ebenda) war ein französischer Maler.

## Leben
Pierre-Alexandre Wille war ein Sohn des Künstlers Jean-Georges Wille. Von 1761 bis 1763 wurde er von Jean-Baptiste Greuze ausgebildet, später setzte er seine Studien bei Joseph-Marie Vien fort. 1774 wurde er an der Académie Royale aufgenommen. Er spezialisierte sich in seinen Gemälden auf Genreszenen, schuf aber auch Bilder politischen Inhalts, die von seinem Vater in Kupfer gestochen wurden. Nach der Französischen Revolution wurde es eher still um Wille.

## Werke
Zu Willes Werken gehört die Darstellung der letzten Minuten einer geliebten Frau, die sich im städtischen Museum in Cambrai befindet. Auch im Schloss von Blérancourt und möglicherweise auch im Musée Carnavalet in Paris befinden sich Werke Willes. Weitere Werke Willes sind im Louvre, im Wallraf-Richartz-Museum in Köln, in der Eremitage in St. Petersburg und zahlreichen weiteren Museen zu finden.

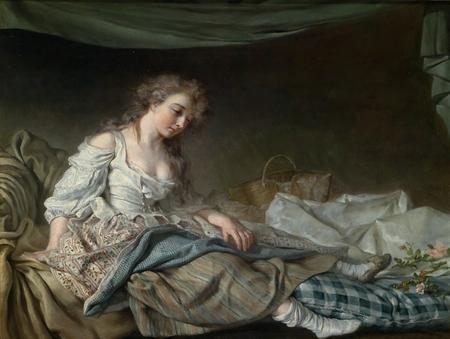
Die verlorene Tugend
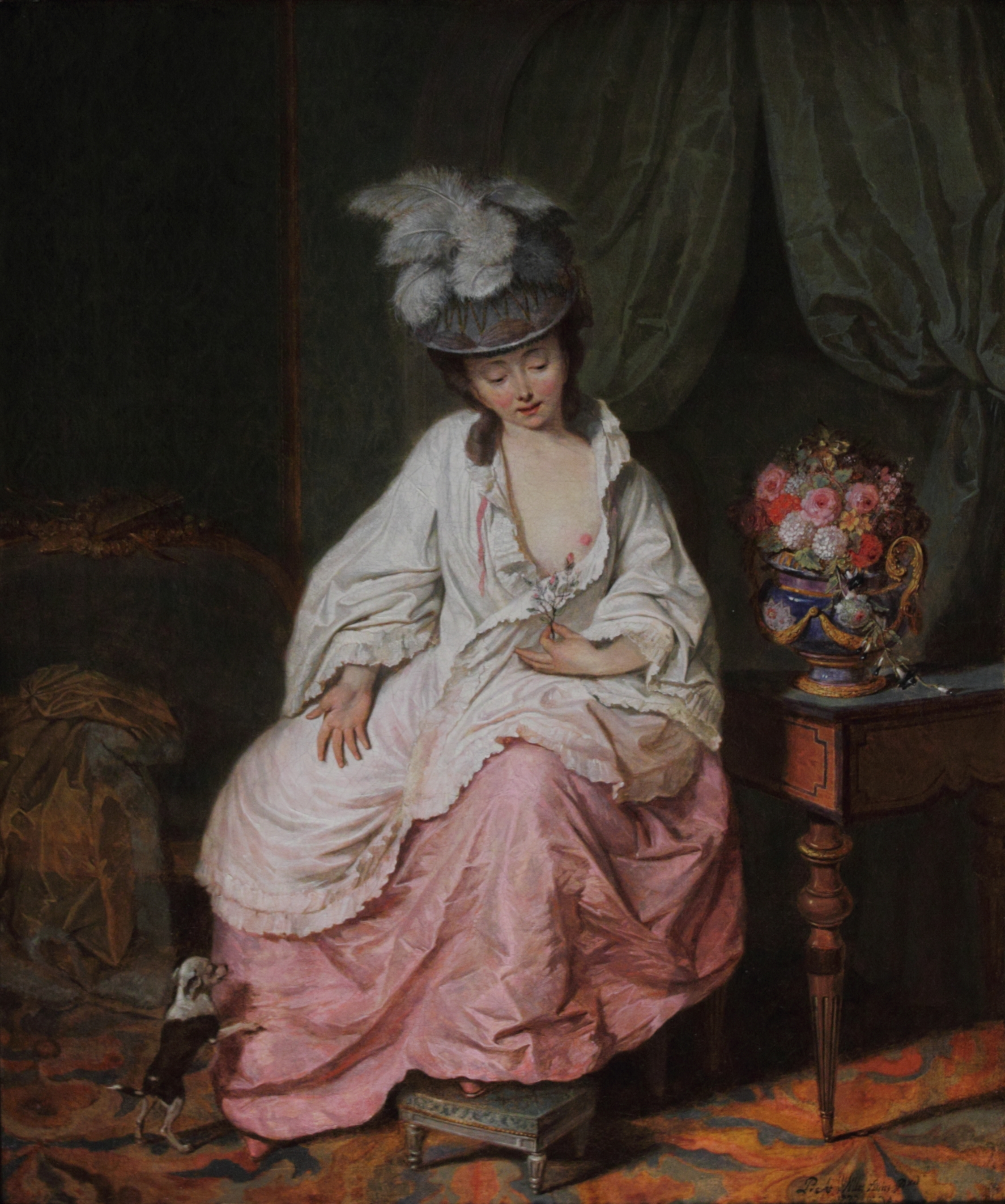
Le bouton de rose
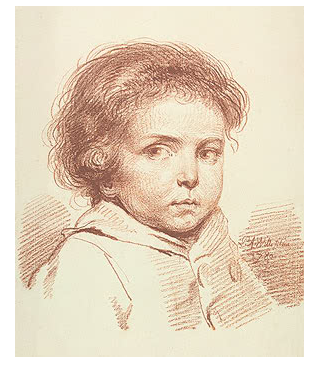
Porträt eines Knaben
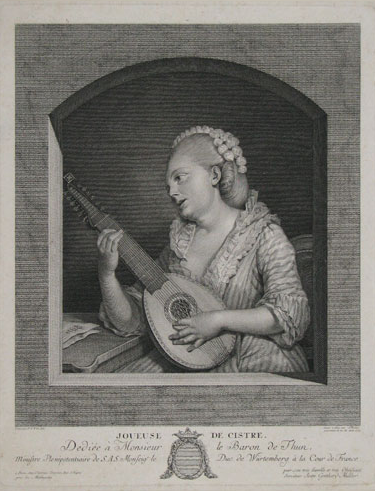
La joueuse de cistre, Stich von Johann Gotthard von Müller nach einem Gemälde Willes